# Jože Knez
Jože Knez (ilegalno ime Kolja), slovenski gospodarstvenik in politik, * 8. februar 1925, Črna na Koroškem, † 1. december 1995, Novo mesto. 

## Življenjepis
Knez je obiskoval gimnazijo, med 2. svetovno vojno bil aktiven v narodnoosvobodilnem boju, med drugim v Varnostno obveščevalni službi. Leta 1947 je maturiral. Od leta 1950 do 1954 je bil sekretar Generalne direkcije za lesno industrijo LRS, nato direktor Novolesa v Novem mestu. Od leta 1985 do leta 1990 je bil podpredsednik Skupščine Socialistične republike Slovenije. Kasneje je bil predsednik Zveze društev za varstvo okolja Slovenije.